# Bernardo Correia Leite de Morais Almada e Castro
Bernardo Correia Leite de Morais Almada e Castro (Guimarães, 20 de Outubro de 1806 – 21 de Dezembro de 1869), 2.º visconde de Azenha e 1.º conde de Azenha, foi um militar e político português.
Era filho de Martinho Correia de Morais e Castro, 1.º visconde de Azenha, igualmente miguelista e oficial superior como ele.
Foi senhor do Morgado de Parada de Infanções, casa de Carvalho, por sucessão a seu pai, senhor dos morgados da Gulpilheira, Azenha e Cainos, São Clemente ou Golias, padroeiro da Misericórdia de Arrifana de Sousa por sucessão de sua mãe.
Foi condecorado com o grau de cavaleiro da Ordem da Torre e Espada, pelo Decreto de 26 de Outubro de 1832, por força da Carta Régia de 14 de Setembro de 1832 dirigida ao Tenente-General Visconde do Peso da Régua (cf. ANTT – MR – Livro 1123).
Em 27 de Março de 1855 obteve a comenda da Ordem de Nossa Senhora da Conceição de Vila Viçosa.

## Biografia
Alistou-se em 1818 no regimento de cavalaria 9, sendo despachado alferes deste corpo em Março de 1820 quando apenas cantava a idade de 14 anos.
Nesse ano decide não abraçar a revolução liberal, seguindo para Trás-os-Montes onde em 1823, onde foi honrado com o título de visconde, acompanhou o Marquês de Chaves, que levantara o grito de revolta contra o sistema constitucional, sendo então promovido a capitão e neste posto emigra em 1820 para a Espanha por efeitos da revolução deste ano, em que foi caudilho em Trás-os-Montes o mesmo Marquês de Chaves. Por tal motivo foi demitido do exército.
Com a vinda de D. Miguel, volta à pátria e de novo em Outubro de 1828 lhe é restituído o antigo posto, sendo em Março seguinte nomeado coronel e comandante do batalhão de voluntários realistas de Guimarães. Em 1832 D. Miguel nomeia-o seu ajudante de Campo.
Terminada a guerra civil e implantado o sistema constitucional, com o Tratado de Évora Monte, terá seguido o seu rei para o exílio e depois retira-se para os seus domínios em Guimarães, vivendo apartado da política e perdendo todos os seus títulos.
Em 1846, porém, adere ao sistema vigente e é lhe confirmado o título de visconde e acompanhando o marechal Saldanha no movimento que na nossa história contemporânea recebeu o nome de Regeneração, é admitido novamente às fileiras, dando-se-lhe o seu antigo posto de capitão, no qual se conservou até 1866, sendo então reformado no posto de major.
Em 27 de Setembro de 1852, foi elevado a conde e foi eleito deputado para a legislatura desse ano a 1853,
Ocupou o cargo de governador civil do distrito de Braga desde 20 de Junho de 1859 a 8 de Agosto de 1860 e foi condecorado com os hábitos e comendas das Ordens de Cristo, Conceição, Avis, Torre Espada, Conde de Palatino, medalha da acrisolada fidelidade Transmontana de prata.
Faleceu a 2 de Dezembro de 1869 e no dia 23 foram celebrados os ofícios fúnebres na igreja de S. Francisco. Grande pompa se desenvolveu neste acto.

## Dados genealógicos
Casou a 29 de Setembro de 1830 com: D. Maria Custódia Clemência dos Anjos de Sousa de Vasconcelos e Gouveia Coutinho (1800 – 1838), filha herdeira de José Inácio Pais Pinto de Sousa e Vasconcelos, desembargador da Relação do Porto e senhor do Morgado de Freixo de Numão, e de Maria Benedita Antónia de Gouveia Coutinho de Almeida e Vasconcelos.
Tiveram:
- Maria da Assunção Correia Leite de Almada casada com Joaquim de Magalhães e Menezes de Vilas-Boas
- Inácio Leite Correia de Almada Machado de Morais e Castro, 2.º conde de Azenha, nascido a 15 de Junho de 1832, casado com Maria Filomena Ribeiro
- Maria da Graça Correia Leite de Almada casada com João Baptista de Sousa de Menezes e Vasconcelos Correia Brandão
- Ana Emília Correia Leite de Almada casada com António Pereira Leite da Silva